# Université Messie
L'Université Messie (anglais : Messiah University) est une université privée chrétienne évangélique interconfessionnelle située dans le village de Grantham (comté de Cumberland), en Pennsylvanie, aux États-Unis.

## Histoire
L'école a été fondé en 1909 par la Brethren in Christ Church (anabaptiste), sous le nom de Messiah Bible School and Missionary Training Home (littéralement, École Biblique Messie et maison de l'Enseignement Missionnaire). En 1951, elle est devenue une université d'arts libéraux et a pris le nom de Messiah College. En 2020, elle est devenue une université.
Pour l'année 2019-2020, elle comptait 3 374 étudiants.

## Affiliations
Elle est membre du Conseil pour les collèges et universités chrétiens
.

## Partenaires
L’école est interdénominationnelle et a ainsi diverses dénominations évangéliques partenaires .

## Campus

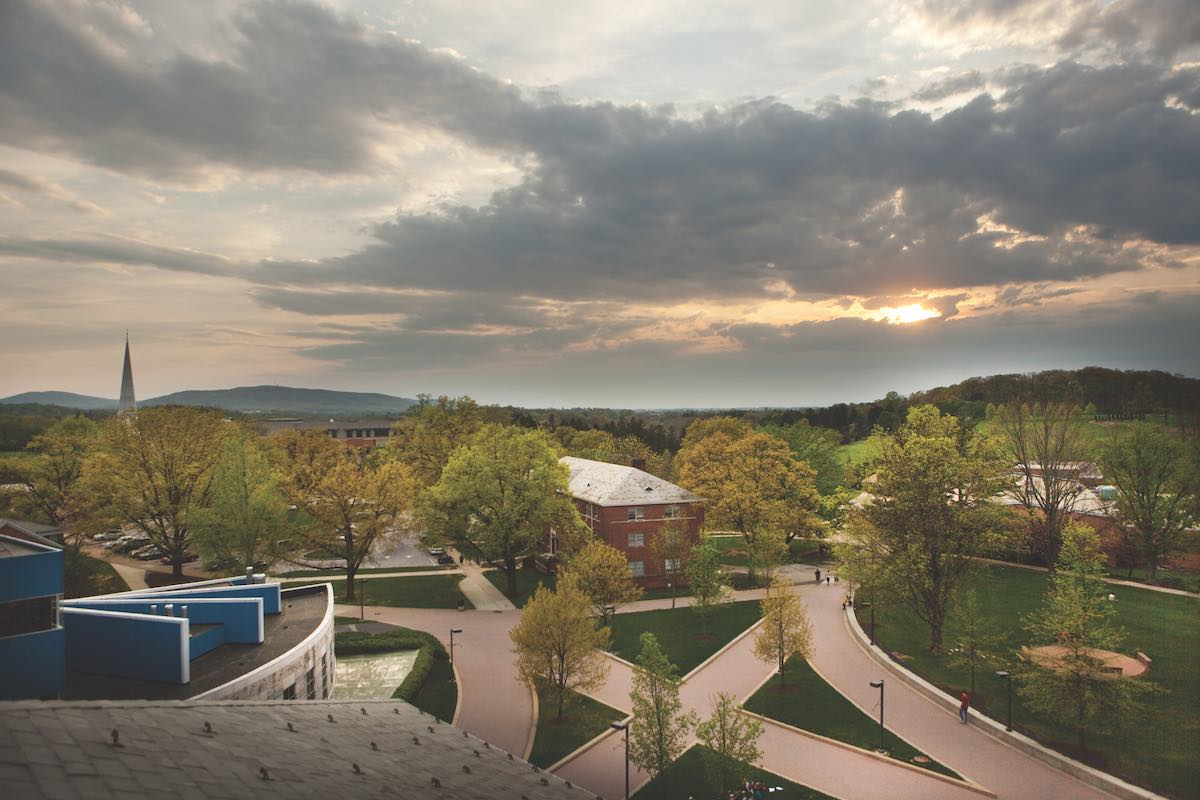
Vue du campus
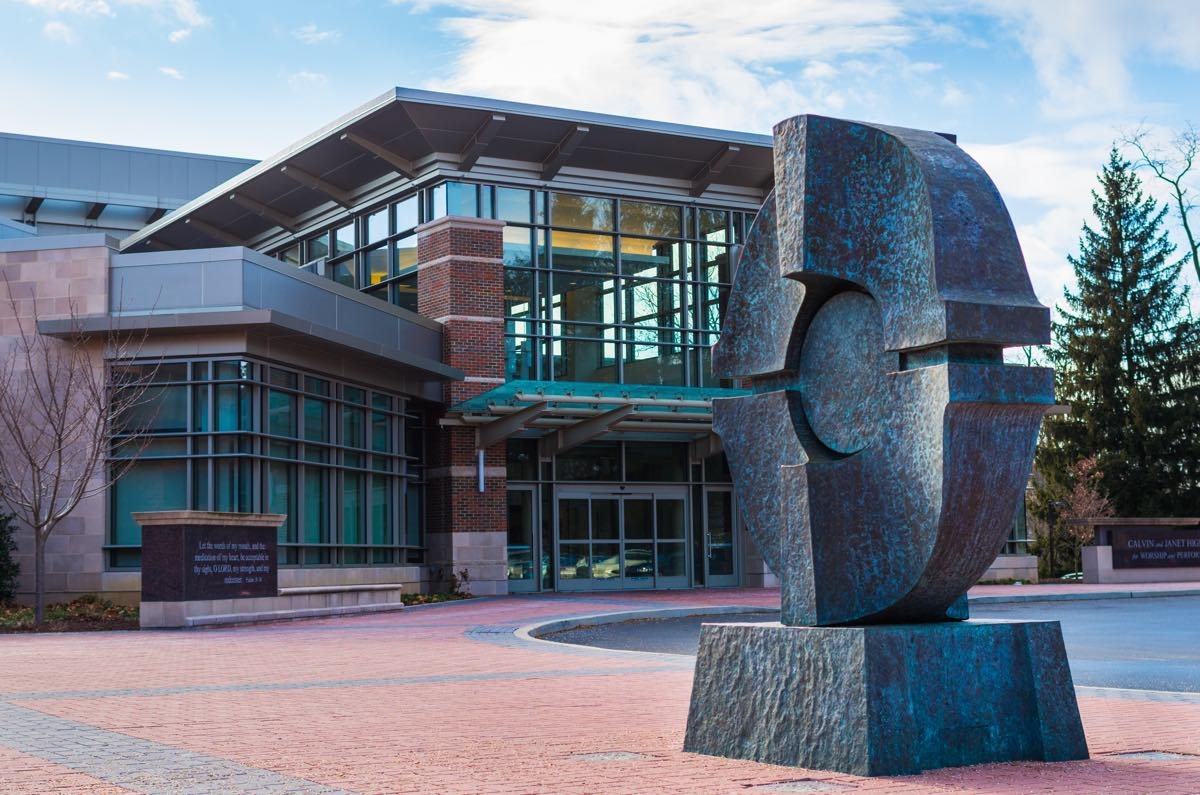
Calvin and Janet High Center for Worship and Performing Arts